# Choisy-le-Roi
Choisy-le-Roi település Franciaországban, Val-de-Marne megyében. Lakosainak száma 46 122 fő (2022. január 1.). Choisy-le-Roi Alfortville, Créteil, Orly, Thiais, Valenton, Villeneuve-Saint-Georges és Vitry-sur-Seine községekkel határos.

## Népesség
A település népességének változása:
| Lakosok száma | 42 769 | 43 846 | 44 781 | 45 331 | 46 154 | 46 150 | 46 229 | 46 129 | 46 122 |
|               | 2013   | 2015   | 2016   | 2017   | 2018   | 2019   | 2020   | 2021   | 2022   |